# Дан I
Дан I (рум. Dan I) (1354 — 23 вересня 1386) — п'ятий воєвода Волощини з династії Басараба (1383—1386), старший син і наступник волоського воєводи Раду I. Родоначальник гілки Басараб-Данешті

## Біографія
У 1383 р. після смерті свого батька Раду I Дан I зайняв волоський господарський престол. Уклав союз з Угорщиною і вів безуспішну війну в Болгарії за володіння Тирново. 23 вересня 1386 року волоський воєвода Дан I загинув у битві з Тирновським царем Іваном Шишманом, якого підтримували турки-османи.